# Christopher Bishop
Christopher Michael Bishop FRS (7 de abril de 1959) é um físico e cientista da computação britânico. É diretor de laboratório da Microsoft Research Cambridge, professor de ciência da computação da Universidade de Edimburgo e fellow do Darwin College, Cambridge.
Apresentou a Royal Institution Christmas Lectures em 2008 e a Turing Lecture em 2010. Foi eleito membro da Royal Society em 2017.